# Goleš
Goleš je naseljeno mjesto u općini Travnik, Federacija Bosne i Hercegovine, BiH.

## Zemljopis
Nalazi se jugozapadno od Travnika. 
Goleš je središte istoimene mjesne zajednice kojoj pripadaju: Donja Trebeuša, Goleš, Gornja Trebeuša i Komar.
Do Travnika se dolazi putem Goleš  – Turbe - Travnik.

## Povijest
Do 1. lipnja 1975. na Golešu se nalazila željeznička stanica na pruzi Lašva – Jajce.

## Stanovništvo

### Popisi 1971. – 1991.
| Goleš              |              |              |              |
| godina popisa      | 1991.        | 1981.        | 1971.        |
| Muslimani          | 554 (51,24%) | 519 (51,90%) | 447 (54,57%) |
| Srbi               | 520 (48,10%) | 476 (47,60%) | 371 (45,29%) |
| Hrvati             | 2 (0,18%)    | 1 (0,10%)    | 1 (0,12%)    |
| Jugoslaveni        | 0            | 2 (0,20%)    | 0            |
| ostali i nepoznato | 5 (0,46%)    | 2 (0,20%)    | 0            |
| ukupno             | 1.081        | 1.000        | 819          |

### Popis 2013.
| Goleš              |              |
| godina popisa      | 2013.        |
| Bošnjaci           | 419 (98,59%) |
| Hrvati             | 0            |
| Srbi               | 0            |
| ostali i nepoznato | 6 (1,41%)    |
| ukupno             | 425          |